# Melbo
Melbu ou Melbo est un port des Vesterålen, ancienne escale de l'Hurtigruten.